# Гайтер (село)
Гайтер — село в Комсомольском районе Хабаровского края. Административный центр Гайтерского сельского поселения.

## Население
| 1992 | 2002  | 2010  | 2011  | 2012  | 2021 |
| ---- | ----- | ----- | ----- | ----- | ---- |
| 1700 | ↗2189 | ↗2212 | ↗2229 | ↗2317 | ↘585 |

## Улицы
| - ул. Горького, - ул. Железнодорожная, - ул. Заречная, - ул. Лесная, - ул. Мира, - ул. Новая, - ул. Озёрная, | - ул. Октябрьская, - ул. Первомайская, - ул. Победы, - ул. Строительная, - ул. Фестивальная, - пер. Школьный. |